# Pancasila
Pour les articles homonymes, voir Pañcasīla.
Le Pancasila (prononcer [pant͡ʃaˈsila]) est la philosophie de l'État indonésien. Ce nom est formé à partir des mots sanskrit panca, « cinq », et sila « principe » ou « précepte ». Il a été repris à celui des cinq préceptes du bouddhisme (ne pas tuer, ne pas voler, ne pas mal se conduire sexuellement, ne pas mentir, ne pas se droguer).
Ces cinq principes sont :
1. La croyance en un Dieu unique.
2. Une humanité juste et civilisée.
3. L'unité de l’Indonésie.
4. Une démocratie guidée par la sagesse à travers la délibération et la représentation.
5. La justice sociale pour tout le peuple indonésien.

Le Pancasila a été proclamé philosophie d'Etat en 1945 par le Président Sukarno et a été intégré à la constitution.

## Histoire

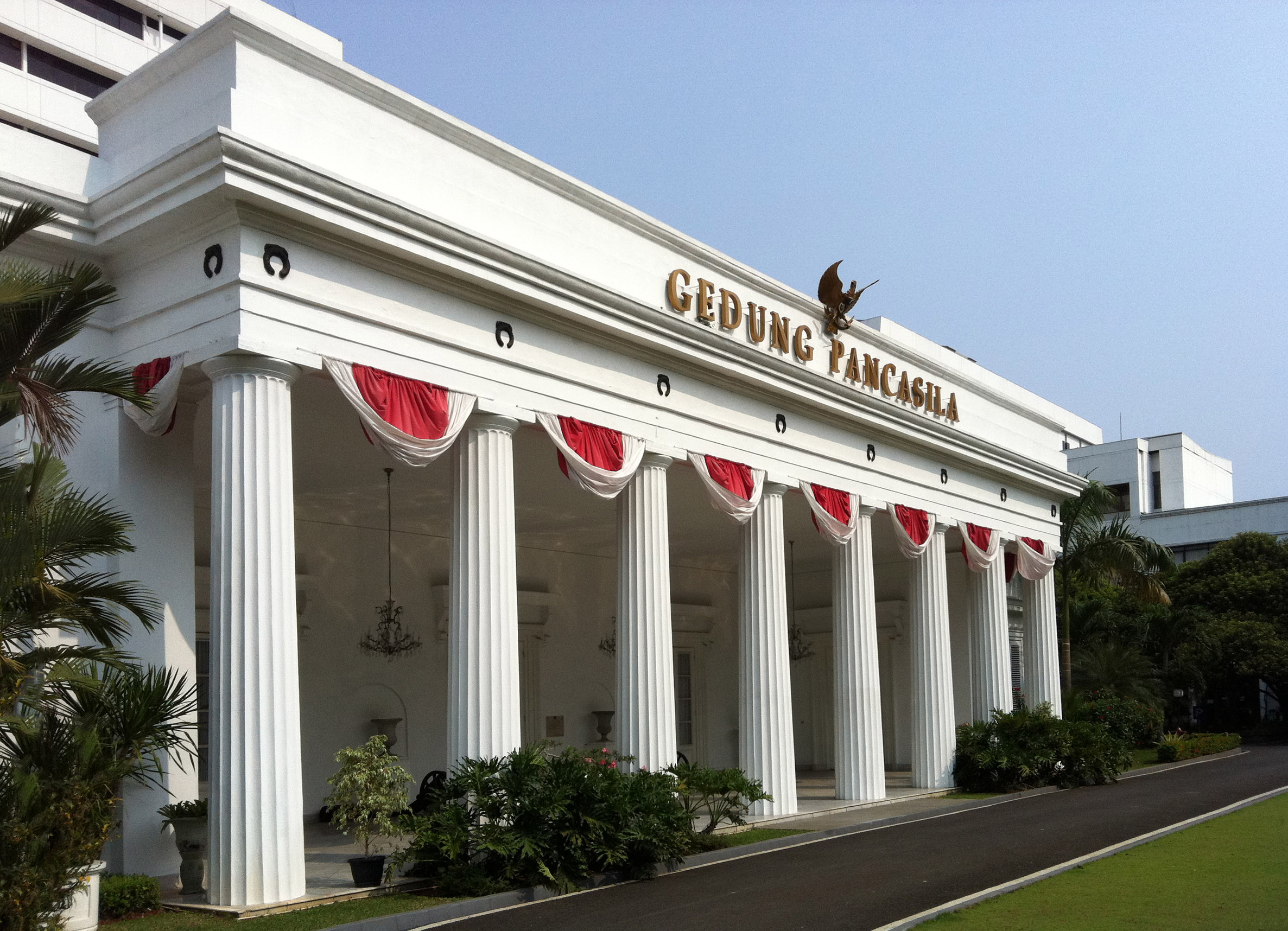
Le Gedung Pancasila, où Soekarno prononça son discours « Lahirnya Pancasila » le 1er juin 1945

En 1945, face au besoin de rassembler les divers archipels, le futur président Soekarno fait de Pancasila un réceptacle pour le patriotisme d'Indonésie. L'idéologie a été annoncée dans un discours connu comme « La Naissance de Pancasila ». En effet, le 1er juin 1945, alors que les Indes néerlandaises sont encore occupées par les Japonais, il prononce un discours devant le Dokuritsu Junbi Chôsakai ("comité pour l'investigation sur les efforts de préparation de l'indépendance de l'Indonésie"). Il y expose les cinq principes qui, selon lui, doivent fonder le futur État indonésien.
1. La Nation. Soekarno insiste sur le fait que, bien que lui-même soit musulman, l'islam, religion de la majorité des habitants des Indes néerlandaises, ne saurait être le fondement de l'Indonésie indépendante. Pour lui, ce fondement doit être le principe de la Nation qu'il définit, reprenant les définitions du théoricien socialiste autrichien Otto Bauer dans Die Nationalitätenfrage und die Sozialdemokratie (1907), une « aus Schiksalsgemeinschaft erwachsende Charaktergemeinschaft », une « communauté de caractère résultant d’une communauté de destin », et  de l'historien français Ernest Renan dans un discours prononcé le 1er mars 1882 à la Sorbonne (« Qu'est-ce qu'une nation ? »), un ensemble de personnes unies par « le désir d'être ensemble ».
2. L'Internationalisme. Citant Gandhi : « My nationalism is humanity » (« Mon nationalisme, c'est l'humanité »), et dénonçant les chauvinismes européens, notamment allemand, Soekarno estime que le nationalisme seul est dangereux et peut mener au principe d'une « Indonesia über alles ».
3. Consensus (mufakat, mot d'origine arabe), de la représentation (perwakilan, mot formé sur l'arabe wakil, "représentant") et de la délibération (permusyawaratan, de l'arabe mushawarah). L'Indonésie doit être l'État d'« un pour tous, tous pour un ». S'adressant aux musulmans, il voit dans ce principe une garantie du maintien de la religion.
4. Bien-être (kesejahteraan), c'est-à-dire qu'il ne doit plus y avoir de pauvreté en Indonésie et que le capital ne doit pas tout dominer. Pour Soekarno, qui cite Jean Jaurès, il ne suffit pas d'avoir la démocratie politique, il faut qu'il y ait la justice sociale, la démocratie économique.
5. Indonésie libre et un Dieu unique (Ketuhanan yang Maha Esa), dans laquelle « les chrétiens prient Dieu selon les préceptes de Jésus le Messie, les musulmans selon ceux du prophète de l'islam Mahomet, les bouddhistes selon leurs livres ».
Soekarno justifie le nombre symbolique de cinq par celui des cinq piliers de l'islam, des cinq doigts de la main des cinq sens, des cinq frères Pândava du Mahābhārata, et propose le nom de Panca Sila, les "cinq principes".
Depuis ses débuts, Pancasila a été au centre de divergences d'opinions. Le principal secteur de controverse a été le premier des cinq "piliers", la croyance en un Dieu unique (ketuhanan yang mahaesa). Pendant les négociations concernant ce principe, les nationalistes étaient satisfaits du fait que cette formulation permettait la liberté religieuse. Cependant, les musulmans voulaient une autre formulation, par laquelle il serait clairement défini que la religion de l'Indonésie est l'islam.
Un anachronisme historique a été trouvé dans la Constitution. Le 18 août 1945, le groupe qui a ratifié la Constitution unanimement a accepté que le terme "Allah" soit remplacé par "Tuhan" (Dieu), un terme plus général qui a été soutenu par les Hindous. Le mot "Tuhan" est utilisé dans le préambule de la Constitution, mais le terme Allah apparaît dans l'Article 9 qui indique les mots du serment du bureau présidentiel. Il y a cependant des alternatives au serment présidentiel dans le même article, qui ne mentionne pas du tout le nom de Dieu. Par ailleurs, le mot "Allah" est utilisé dans la Bible en indonésien, mais la prononciation est différente de celle qui était utilisé par les musulmans d'Indonésie.
Apparemment, beaucoup de musulmans voulaient un état islamique où les musulmans seraient obligés de respecter la loi de charia. Aussi ont-ils proposé un ajout au premier principe : "avec obligation de suivre la loi de sharia pour les adhérents" (la Charte de Jakarta, adopté le 22 juin 1945), mais refusé en 1945. Plus tard, cela a mené l'assemblée nationale élue en 1956 pour créer une nouvelle Constitution, à une impasse dans la "constituante". En 1959, le président Sukarno a résolu le problème en dissolvant l'assemblée constituante et en prenant le décret suivant : "Nous pensons que la Charte de Jakarta du 22 juin 1945 est dans l'âme de la Constitution de 1945 et que ça fonctionne telle une unité avec cette Constitution. Aussi nous, le président d'Indonésie et le Commandant en chef des forces indonésiennes, déclarons que la Constitution de 1945 est restaurée".

## Source bibliographique
- Soekarno, Lahirnya Pancasila ("naissance du Pancasila"), Guntur, Yogyakarta, 1949 et Laboratorium Studi Sosial Politik Indonesia, 1997